# Zimowa Uniwersjada 2015
Zimowa Uniwersjada 2015 – zawody sportowe, które rozgrywano między 24 stycznia a 14 lutego 2015 w hiszpańskiej Grenadzie i słowackim Szczyrbskim Jeziorze.
Grenada była jednym kandydatem do organizacji zawodów. Decyzję o przekazaniu organizacji Zimowej Uniwersjady 2015 Grenadzie podjęto 23 maja 2009 w Brukseli, jednak 25 czerwca 2014 FISU ogłosił, że Słowacja stała się współgospodarzem Zimowej Uniwersjady. W miejscowościach Szczyrbskie Jezioro i Osrblie odbywały się konkurencje narciarstwa klasycznego oraz biathlon. Decyzję podjęto w celu przewidywanych trudności napotykanych przez Hiszpański Komitet Organizacyjny w organizacji tych dyscyplin.
Pozostałe obiekty, na których organizowana była uniwersjada miały być gotowe na rok przed rozpoczęciem imprezy.

## Dyscypliny
Zawodnicy podczas zimowej uniwersjady w roku 2015 rywalizowali w 67 konkurencjach w 11 dyscyplinach. Mężczyźni startowali w 33 konkurencjach, a kobiety w 30, natomiast w sześciu startowały zespoły mieszane. Większość dyscyplin była rozgrywana na zimowych igrzyskach olimpijskich, a także w innych dużych imprezach sportowych. Wyjątkiem były konkurencje w łyżwiarstwie synchronicznym oraz w mieszanym drużynowym sprincie w biegach narciarskich. W zawodach skokach drużynowych kobiet na jedną drużynę składały się dwie zawodniczki. W porównaniu z zawodami z 2013 roku z programu usunięto łyżwiarstwo szybkie.
- Biathlon (9)
- Biegi narciarskie (9)
- Curling (2)
- Hokej na lodzie (2)
- Kombinacja norweska (3)
- Łyżwiarstwo figurowe (4)
- Narciarstwo alpejskie (8)
- Narciarstwo dowolne (8)
- Short track (8)
- Skoki narciarskie (5)
- Snowboard (8)

## Reprezentacje uczestniczące w XXVII Zimowej Uniwersjadzie
| - Andora (8) - Australia (14) - Austria (38) - Białoruś (12) - Belgia (3) - Bułgaria (4) - Chińska Republika Ludowa (95) - Chorwacja (2) - Czechy (74) - Estonia (7) - Finlandia (36) - Francja (66) - Gruzja (7) - Hiszpania (78) | - Holandia (7) - Hongkong (2) - Japonia (97) - Kanada (82) - Kazachstan (92) - Kirgistan (4) - Korea Południowa (91) - Litwa (6) - Łotwa (7) - Meksyk (2) - Mongolia (6) - Niemcy (26) - Nowa Zelandia (1) - Norwegia (35) | - Polska (74) - Południowa Afryka (1) - Rosja (183) - Serbia (2) - Singapur (1) - Słowacja (57) - Słowenia (16) - Stany Zjednoczone (76) - Szwajcaria (57) - Szwecja (44) - Turcja (20) - Ukraina (56) - Węgry (6) - Wielka Brytania (15) - Włochy (39) |

## Obiekty sportowe
| Obiekt                                         | Położenie     | Rozgrywane dyscypliny                                    | Pojemność |
| ---------------------------------------------- | ------------- | -------------------------------------------------------- | --------- |
| Palacio de Exposiciones y Congresos de Granada | Granada       | Ceremonia otwarcia i zamknięcia                          | 25000     |
| Palacio Municipal de Deportes de Granada       | Granada       | hokej na lodzie (finał)                                  | 7000      |
| Pabellón de Mulhacen                           | Granada       | hokej na lodzie                                          | 6000      |
| Pabellón de Universiada                        | Granada       | curling                                                  | 5000      |
| Palacio de Deportes José María Martín Carpena  | Antequera     | łyżwiarstwo szybkie, łyżwiarstwo figurowe, short track   | 9000      |
| Sierra Nevada Ski Resort                       | Sierra Nevada | narciarstwo alpejskie, narciarstwo dowolne, snowboarding | 12000     |
| Národné Biatlonové Centrum                     | Osrblie       | biathlon                                                 |           |
| Štrbské Pleso                                  | Štrbské Pleso | narciarstwo klasyczne                                    |           |

## Terminarz zawodów
| CO | Ceremonia otwarcia |  | Eliminacje | 1 | Finały | EG | Gala mistrzów | CZ | Ceremonia zamknięcia |

|                       | Štrbské Pleso / Osrblie | Štrbské Pleso / Osrblie | Štrbské Pleso / Osrblie | Štrbské Pleso / Osrblie | Štrbské Pleso / Osrblie | Štrbské Pleso / Osrblie | Štrbské Pleso / Osrblie | Štrbské Pleso / Osrblie | Štrbské Pleso / Osrblie | Štrbské Pleso / Osrblie |      | Granada | Granada | Granada | Granada | Granada | Granada | Granada | Granada | Granada | Granada | Granada | Granada | Konkurencje |
| Styczeń               | Styczeń                 | Styczeń                 | Styczeń                 | Styczeń                 | Styczeń                 | Styczeń                 | Styczeń                 | Luty                    | Luty                    | Luty                    | Luty | Luty    | Luty    | Luty    | Luty    | Luty    | Luty    | Luty    | Luty    | Luty    | Luty    |         |         | Konkurencje |
| 24 So                 | 25 Ni                   | 26 Po                   | 27 Wt                   | 28 Śr                   | 29 Cz                   | 30 Pt                   | 31 So                   | 1 Ni                    | 2 Po                    | 3 Wt                    | 4 Śr | 5 Cz    | 6 Pt    | 7 So    | 8 Ni    | 9 Po    | 10 Wt   | 11 Śr   | 12 Cz   | 13 Pt   | 14 So   |         |         | Konkurencje |
| --------------------- | ----------------------- | ----------------------- | ----------------------- | ----------------------- | ----------------------- | ----------------------- | ----------------------- | ----------------------- | ----------------------- | ----------------------- | ---- | ------- | ------- | ------- | ------- | ------- | ------- | ------- | ------- | ------- | ------- | ------- | ------- | ----------- |
| Ceremonie             | CO                      |                         |                         |                         |                         |                         |                         |                         | CZ                      |                         |      | CO      |         |         |         |         |         |         |         |         |         | CZ      |         |             |
| Biathlon              |                         | 2                       |                         | 2                       | 2                       |                         | 1                       | 2                       |                         |                         |      |         |         |         |         |         |         |         |         |         |         |         | 9       |             |
| Kombinacja norweska   |                         |                         | 1                       |                         |                         | 1                       |                         | 1                       |                         |                         |      |         |         |         |         |         |         |         |         |         |         |         | 3       |             |
| Curling               |                         |                         |                         |                         |                         |                         |                         |                         |                         |                         |      |         |         |         |         |         |         |         |         |         | 2       |         | 2       |             |
| Narciarstwo alpejskie |                         |                         |                         |                         |                         |                         |                         |                         |                         |                         |      |         |         | 2       | 1       | 1       |         |         | 1       | 1       | 2       | 2       | 10      |             |
| Biegi narciarskie     |                         | 2                       | 1                       |                         | 2                       |                         | 2                       | 1                       | 1                       |                         |      |         |         |         |         |         |         |         |         |         |         |         | 9       |             |
| Narciarstwo dowolne   |                         |                         |                         |                         |                         |                         |                         |                         |                         |                         |      |         | 2       |         |         |         | 2       |         | 2       |         |         | 2       | 8       |             |
| Hokej na lodzie       |                         |                         |                         |                         |                         |                         |                         |                         |                         |                         |      |         |         |         |         |         |         |         |         | 1       |         | 1       | 2       |             |
| Łyżwiarstwo figurowe  |                         |                         |                         |                         |                         |                         |                         |                         |                         |                         |      |         | 1       | 1       | 1       | 1/EG    |         |         |         |         |         |         | 5       |             |
| Short track           |                         |                         |                         |                         |                         |                         |                         |                         |                         |                         |      |         |         |         |         |         |         |         | 2       | 2       | 4       |         | 8       |             |
| Skoki narciarskie     |                         |                         |                         | 2                       |                         | 1                       | 1                       |                         | 1                       |                         |      |         |         |         |         |         |         |         |         |         |         |         | 5       |             |
| Snowboard             |                         |                         |                         |                         |                         |                         |                         |                         |                         |                         |      |         |         | 2       | 2       |         |         | 2       |         |         | 2       |         | 8       |             |
| Razem                 |                         | 4                       | 2                       | 4                       | 4                       | 2                       | 4                       | 4                       | 2                       |                         |      |         | 3       | 5       | 4       | 2       | 2       | 2       | 5       | 4       | 10      | 5       | 68      |             |

## Tabela medalowa
| Lp. | Kraj              | złoto | srebro | brąz | razem |
| --- | ----------------- | ----- | ------ | ---- | ----- |
| 1.  | Rosja             | 20    | 18     | 18   | 56    |
| 2.  | Korea Południowa  | 5     | 9      | 2    | 16    |
| 3.  | Kazachstan        | 5     | 6      | 0    | 11    |
| 4.  | Szwajcaria        | 5     | 1      | 4    | 10    |
| 5.  | Chiny             | 5     | 0      | 4    | 9     |
| 6.  | Norwegia          | 5     | 0      | 1    | 6     |
| 7.  | Niemcy            | 3     | 4      | 1    | 8     |
| 8.  | Czechy            | 3     | 3      | 5    | 11    |
| 9.  | Włochy            | 3     | 2      | 2    | 7     |
| 10. | Japonia           | 2     | 5      | 2    | 9     |
| 11. | Polska            | 2     | 4      | 4    | 10    |
| 12. | Stany Zjednoczone | 2     | 3      | 3    | 8     |
| 13. | Austria           | 2     | 1      | 2    | 5     |
| 13. | Ukraina           | 2     | 1      | 2    | 5     |
| 15. | Bułgaria          | 2     | 0      | 0    | 2     |
| 16. | Słowacja          | 1     | 3      | 4    | 8     |
| 17. | Francja           | 1     | 2      | 6    | 9     |
| 18. | Kanada            | 0     | 2      | 3    | 5     |
| 19. | Andora            | 0     | 2      | 1    | 3     |
| 20. | Hiszpania         | 0     | 2      | 0    | 2     |
| 21. | Litwa             | 0     | 0      | 1    | 1     |
| 21. | Słowenia          | 0     | 0      | 1    | 1     |
| 21. | Szwecja           | 0     | 0      | 1    | 1     |
| 21. | Wielka Brytania   | 0     | 0      | 1    | 1     |